# Morti nel 1169
| Questa pagina contiene informazioni ricavate automaticamente dalle voci biografiche con l'ausilio del template Bio e di un bot. L'aggiornamento è periodico e automatico e ricostruisce completamente la pagina. Se manca una persona in questa lista, sei pregato di non aggiungerla, ma accertati piuttosto che la sua voce biografica contenga il template Bio e che i dati anagrafici siano correttamente compilati. Se il template Bio manca, inseriscilo tu stesso o, in alternativa, metti l'avviso {{tmp\|Bio}} che ne segnala la mancanza. Se i dati riportati sono sbagliati, correggi direttamente la voce biografica; le modifiche saranno visibili in questa lista entro pochi giorni. Per chiarimenti vedi il progetto biografie. La lista contiene solo le 19 persone che sono citate nell'enciclopedia e per le quali è stato implementato correttamente il template Bio. Pagina aggiornata al 2 mar 2025. |

- 4 febbraio - Giovanni d'Aiello, vescovo cattolico italiano
- 6 febbraio - Teodoro II d'Armenia, principe
- 23 marzo - Shirkuh, generale curdo
- 27 giugno - Gerhoh di Reichersberg, religioso tedesco
- 28 novembre - Federico V di Svevia, duca (n. 1164)
- Mujir al-Din Abaq
- Alice di Namur, nobile francese
- Arcimbaldo di Borbone il Giovane, nobile francese
- Bertrand de Blanchefort, cavaliere medievale francese
- Carlo I, vescovo cattolico italiano
- Luca Crisoberge, arcivescovo ortodosso bizantino
- Gregorio di Dunkeld, vescovo cattolico scozzese
- Giuditta di Babenberg, nobile tedesca (n. 1115)
- Guglielmo VII d'Alvernia, conte
- Ilario di Chichester, vescovo cattolico inglese
- Isacco della Stella, monaco cristiano, teologo e filosofo inglese (n. 1100)
- Stefano di Perche, arcivescovo cattolico francese (n. 1140)
- Ugo di Ibelin, cavaliere medievale francese
- Ugo il Bruno di Lusignano, nobile